# Khylin Rhambo
Khylin Trejon Rhambo est un acteur américain né le 8 janvier 1996 en Californie.

## Filmographie

### Cinéma
- 2013 : La Stratégie Ender : Dink Meeker
- 2019 : 47 Meters Down: Uncaged[1]
- 2023 : Teen Wolf, le film de Russell Mulcahy : Mason Hewitt

### Séries télévisées
- 2011 : Reed Between the Lines (le temps d'un épisode) - Dillon
- 2011 : Esprits criminels (Saison 7, épisode 7) - Damon Weeks
- 2012-2015 : The First Family (en) - Charles Johnson
- 2013 : Ironside (un épisode)
- 2014-2017 : Teen Wolf - Mason Hewitt (rôle récurrent saisons 4 à 6)